# Bernay-en-Ponthieu
Bernay-en-Ponthieu é uma comuna francesa na região administrativa de Altos da França, no departamento de Somme. Estende-se por uma área de 9,97 km². Em 2010 a comuna tinha 238 habitantes (densidade: 23,9 hab./km²).